# Alvimia
Alvimia és un gènere de bambús de la família de les poàcies, ordre de les poals, subclasse commelínides, classe liliòpsides, divisió magniliofitins.
És originari del Brasil

## Taxonomia
- Alvimia auriculata Londoño et Soderstr.